# Service autrichien de la Mémoire
Le service autrichien de la Mémoire (Österreichischer Gedenkdienst en allemand) est une alternative au service militaire en Autriche. Ses participants travaillent dans le monde entier dans des organismes consacrés à la perpétuation de la mémoire de la Shoah.

## Description
Le service autrichien de la Mémoire a été fondé par le politologue et docteur en sciences politiques, Andreas Maislinger d'Innsbruck (Tyrol), qui s'est inspiré de l'Action de réconciliation allemande, Aktion Suehnezeichen, pour laquelle il a travaillé comme volontaire au musée d'Auschwitz-Birkenau.
En 1991, l'Assemblée nationale autrichienne a voté une loi permettant à Maislinger d'organiser le service autrichien de la Mémoire, une organisation indépendante, financée pour la plus grande partie par l'État.
L'intention du service autrichien de la Mémoire est de souligner que l'Autriche assume ses responsabilités concernant les crimes du nazisme, notamment l'extermination des Juifs européens, et s'engage sous le mot d'ordre « Plus jamais » (expression utilisée par l'ex-chancelier autrichien, Franz Vranitzky, à Jérusalem en juin 1993).
Le service autrichien de la Mémoire est un réseau international unique au monde, prêtant assistance à des musées et à des archives de grande importance. Depuis 1992, quelques centaines de volontaires du service autrichien de la Mémoire — la plupart ayant entre vingt et trente ans — ont travaillé dans des organisations étudiant et préservant l'histoire de la Shoah et des crimes nazis au lieu de faire leur service militaire en Autriche. Il y a chaque année une trentaine de jeunes hommes et femmes autrichiens qui participent à un service d'une durée de douze mois. Pour les hommes, c'est un service de remplacement au service militaire, analogue au service civil, alors que les femmes s'engagent dans le cadre du service volontaire européen.
L'Association pour le service autrichien à l'étranger, Österreichischer Auslandsdienst, est autorisée par le Gouvernement autrichien à envoyer des volontaires du service autrichien de la Mémoire dans des organisations partenaires du monde entier.

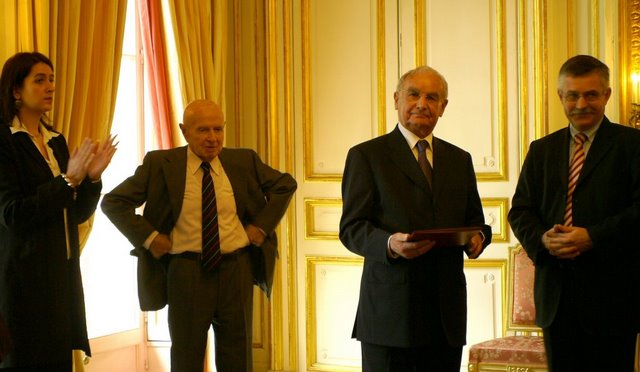
Ambassade d'Autriche à Paris en mars 2008 : Delphine Hébras (petite-fille de Robert Hébras), Jean Serog (99 ans), Robert Hébras (lauréat 2008) et l'ambassadeur Hubert Heiss.

## Prix autrichien pour la mémoire de l'Holocauste
Depuis 2006, l'association décerne le prix autrichien pour la mémoire de l'Holocauste à une personne qui s'est particulièrement distinguée par ses travaux sur l'histoire du nazisme.
Le 17 mars 2008, ce prix a été remis à Robert Hébras, l'un des rares survivants du massacre d'Oradour-sur-Glane, par Hubert Heiss à l'ambassade d’Autriche à Paris pour son engagement dans la lutte contre l’oubli en tant que témoin, mais aussi pour son implication passionnée dans le travail de réconciliation entre Allemands, Français et Autrichiens.

## Citations
« Je suis très intéressé par le travail accompli par le service autrichien de la Mémoire. Je remercie  cette association de permettre à ces jeunes d’effectuer leur service civil à Oradour-sur-Glane. Aussi, je remercie très sincèrement le directeur Andreas Maislinger ainsi que René J. Laglstorfer, notre volontaire d’Oradour, de la remise du prix autrichien pour la mémoire de l'Holocauste. »

— Robert Hébras (1925-2023) – Survivant du massacre d’Oradour-sur-Glane et lauréat de la « Austrian Holocaust Memorial Award 2008 »

« Je suis le travail du service autrichien de la Mémoire avec un grand intérêt. Le Gedenkdienst a tout mon appui. »

— Simon Wiesenthal (1908–2005) – Rescapé des camps d'extermination et « traqueur de nazis »

« J’ai souvent prétendu qu’il n’y avait pas d’association autrichienne envoyant des jeunes en Israël comme l’association allemande Aktion Sühnezeichen. J’étais ainsi touché d’apprendre qu’il y avait la possibilité d’effectuer le service civil autrichien sous forme du Gedenkdienst grâce à votre engagement [celui de Monsieur Andreas Maislinger ]. »

— Teddy Kollek (1911–2007) – Ancien maire de Jérusalem

## Associations partenaires
Allemagne
- Berlin - Musée juif de Berlin
- Moringen - Camp de concentration de Torhaus Moringen
- Halle (Saxe-Anhalt) - Centre de la mémoire Roter Ochse (prévu)

 Australie
- Melbourne - Jewish Holocaust Museum and Research Centre

 Belgique
- Bruxelles - CEGES-SOMA

 Brésil
- Petropolis - La Maison Stefan Zweig (prévu)

 Bulgarie
- Sofia - Schalom - Organization of the Jews in Bulgaria

 Canada
- Montréal - Centre commémoratif de l'Holocauste à Montréal

Le Centre commémoratif de l’Holocauste à Montréal a été fondé par un groupe de survivants de l’Holocauste et a ouvert ses portes en 1979. Par son musée, ses programmes commémoratifs et ses initiatives éducatives, le Centre informe et sensibilise les gens sur les dangers de l’antisémitisme, le racisme, la haine et l’indifférence, tout en faisant la promotion de notre responsabilité collective à l’égard du respect de la diversité et du caractère sacré de toute vie humaine. Les activités entreprises par un ‘bénévole autrichien de la commémoration de l’Holocauste’ au Centre commémoratif de l’Holocauste à Montréal sont variées. Ses fonctions vont de l’aide de bureau aux traductions (allemand-anglais), ainsi qu’à la recherche ou à la description et numérisation d’artéfacts de la collection. L’horaire inclut aussi plusieurs heures à l’accueil du musée. Le bénévole communique alors avec des survivants de l’Holocauste, des étudiants, des professeurs, et des visiteurs du musée afin de coordonner les visites et d’assurer le bon déroulement de la routine quotidienne. De plus, il participe à plusieurs projets et événements, tels que Témoins de l’Histoire, Une Bar- et Bat-Mitzvah inoubliable, Commémoration de Kristallnacht, et autres.
- Montréal - Kleinmann Family Foundation

Le serviteur autrichien de la Mémoire à la «Kleinmann Family Foundation» numérise et archive des artefacts, des documents d'archives et de photographies ainsi qu’il maintient et améliore la base de données et le site Internet. Le volontaire fait des exposés aux écoles secondaires et aux collèges universitaires  sur l'Holocauste et la responsabilité morale. De plus,  le serviteur réalise des entretiens avec les survivants de l'Holocauste dans le cadre des projets d' « histoire orale ».
 Chine
- Shanghai - Center of Jewish Studies
- Harbin - (prévu)
- Nanjing - La Maison John Rabe (prévu)

 République tchèque
- Prague - Federation of Jewish Communities

 France
- Oradour - Centre de la mémoire d’Oradour
- Paris - Amicale de Mauthausen
- Paris - Fondation pour la Mémoire de la Déportation

La Fondation pour la mémoire de la déportation (FMD) a pour but de pérenniser la mémoire des victimes de l’Internement et de la Déportation, arrêtées et déportées de France, entre 1939 et 1945. La Fondation est partenaire des différents acteurs du champ mémoriel (associations, amicales, fédération, musées, mémoriaux, historiens, organismes officiels etc). Les domaines d’actions sont la sauvegarde des archives, la réalisation d’une collection audio-visuelle de témoignages sur l’internement et la déportation, l’encouragement et la publication d’études et de recherches  historiques, la participation à la transmission de l’histoire et de la mémoire à l’école mais aussi dans des cadres extra-scolaires, la défense des intérêts des déportés et internés, la lutte contre les négationnistes et la promotion des droits de l’homme.
- Paris - Alliance israélite universelle

 Hongrie
- Budapest - European Roma Rights Center

 Israël
- Jérusalem - Yad Vashem

 Italie
- Côme - Istituto di Storia Contemporanea Pier Amato Perretta (ISC)
- Milan - Centro Di Documentazione Ebraica Contemporanea
- Prato - Museo della Deportazione

 Pologne
- Cracovie - Centre pour la culture juive
- Oświęcim - Auschwitz Jewish Center

 Russie
- Moscou - Centre de recherche et d’éducation Holocauste

 Slovénie
- Ljubljana

 Royaume-Uni
- Londres - The National Yad Vashem Charitable Trust
- Londres - Institute of Contempory History and Wiener Library

 États-Unis
- Détroit - Holocaust Memorial Center
- Houston - Holocaust Museum Houston
- Los Angeles - Centre Simon-Wiesenthal
- Los Angeles - Survivors of the Shoah Visual History Foundation
- Los Angeles - LA Museum of the Holocaust
- New York - Museum of Jewish Heritage
- New York - Anti-Defamation League
- New York - American Jewish Committee
- Reno - Center for Holocaust, Genocide & Peace Studies
- Richmond - Virginia Holocaust Museum
- San Francisco - Holocaust Center of Northern California
- St. Petersburg - The Florida Holocaust Museum

## Distinctions
Andreas Maislinger est nommé en 2009 au Bremer Friedenspreis.